# Lucas Biglia
Lucas Rodrigo Biglia (Mercedes, 30 januari 1986) is een Argentijns voetbaltrainer en voormalig voetballer die doorgaans als verdedigende middenvelder speelde. Hij voetbalde onder meer bij RSC Anderlecht, AC Milan en Lazio Roma. Biglia was van 2011 tot en met 2018 international in het Argentijns voetbalelftal. Hij verkreeg in 2009 toen hij speelde bij RSC Anderlecht ook een Italiaans paspoort, doordat zijn ouders afkomstig zijn uit Florence. Sinds 2025 is hij assistent-trainer bij die Belgische club.

## Carrière

### Beginjaren
Biglia stroomde in 2003 door van de jeugd naar het eerste elftal van Argentinos Juniors. Biglia speelde er niet vaak en vertrok in januari 2005 naar reeksgenoot Independiente, waar hij een vaste waarde werd. In mei 2006 verkaste hij naar RSC Anderlecht.

### RSC Anderlecht
Biglia werd voor een bedrag van ongeveer €3 miljoen overgenomen van Independiente. Ook clubs als Villarreal en Valencia waren in de Argentijnse spelverdeler geïnteresseerd, maar RSC Anderlecht reageerde het snelst. Bovendien speelde in die periode ook Nicolás Frutos bij paars-wit. Frutos had bij Independiente nog samengespeeld met Biglia en overhaalde zijn landgenoot om ook naar België te verhuizen. Biglia hoopte om met Anderlecht in de Champions League te kunnen aantreden.
Biglia vond niet meteen zijn draai in Anderlecht. Hij kende een moeilijke start nadat hij op Sint-Truiden VV al snel werd opgeofferd na een rode kaart van Jelle Van Damme. Eerder had hij ook al een halve wedstrijd op de bank gezeten tijdens de Supercup. Yves Vanderhaeghe, die net als hij centraal op het middenveld speelde, ontfermde zich over hem. De 36-jarige Vanderhaeghe sprak Spaans en had er bovendien al zes seizoenen bij Anderlecht opzitten. Onder zijn hoede ontpopte de jonge Argentijn zich tot de draaischijf van RSC Anderlecht, dat het seizoen als landskampioen afsloot. Hij kreeg dat jaar voor zijn prestaties de trofee voor Jonge Profvoetballer van het Jaar. Hij werd in januari 2007 ook vierde in het referendum van de Gouden Schoen.
Biglia's technische speelstijl wordt vaak vergeleken met die van zijn landgenoot Fernando Redondo, die net als hij met het rugnummer 5 voetbalde. Biglia recupereert veel ballen op het middenveld, gaat vaak in duel, maar maakt zelden overtredingen. Dit in tegenstelling tot veel verdedigende middenvelders die vaak hard in duel gaan. De Argentijn wordt beschouwd als een sierlijke voetballer, hetgeen hem erg geliefd maakt bij de supporters. In 2007 werd hij door het supportersforum van Anderlecht uitgeroepen tot "most valuable player" van het seizoen.
Op 27 december 2009 liep Biglia een ernstige blessure op. In eerste instantie leek het om een breuk te gaan, maar na verder onderzoek bleek het om een letsel aan de ligamenten van de enkel te gaan. De Argentijnse middenvelder keerde echter snel terug en won op het einde van het seizoen zijn tweede landstitel. Een jaar later werd hij door trainer Ariël Jacobs gepromoveerd tot viceaanvoerder, na kapitein Olivier Deschacht. Biglia begon opnieuw sterk aan het seizoen en wekte zo de interesse op van onder meer Galatasaray. Er leek een transfer in de maak, want de Turkse club was zelfs bereid om €4,5 miljoen op tafel te leggen. Maar omdat Galatasaray geen bankgaranties kon voorleggen en omdat Biglia zelf bij Anderlecht wou blijven, blies de club de transfer uiteindelijk af.
Op 1 juni 2011 werd bekend dat Biglia dan toch zijn contract verlengde bij Anderlecht, tot 2015. Een maand later werd hij door de blessure van aanvoerder Olivier Deschacht gepromoveerd tot aanvoerder van het elftal. Ook na de terugkeer van Deschacht bleef Biglia enkele weken kapitein. Nadien werd hij opnieuw viceaanvoerder, maar dat was niet naar de zin van sommige supporters. Het bestuur besloot uiteindelijk om Biglia tot aanvoerder te promoveren. Eind oktober 2011 trok Biglia naar Argentinië, waar hij zich liet opereren aan zijn schouder.
In het seizoen 2012/13 plakte RSC Anderlecht in overleg met Biglia een transferprijs van €8 miljoen op zijn hoofd. Heel wat clubs haakten daardoor af, terwijl Biglia tijdens de winterstop graag wilde vertrekken naar het buitenland. Toen Anderlecht op winterstage vertrok, daagde de Argentijn niet op. Hij bleef in zijn thuisland, waar hij naar verluidt revalideerde van migraine. Later verklaarde hij dat hij in die periode op de rand van een depressie had gestaan. Met zijn afwezigheid probeerde hij een transfer te forceren, maar de club liet hem niet vertrekken. Biglia keerde uiteindelijk terug naar België en veroverde met Anderlecht zijn vierde landstitel. Nadien was Anderlecht bereid om de transferprijs te laten zakken.

### Lazio Roma
Op 24 juli 2013 maakte Biglia de overstap naar de Serie A. Hij tekende bij Lazio Roma, dat zo'n vijf miljoen euro betaalde voor de Argentijnse middenvelder. De volgende twee seizoenen speelde hij meer dan vijftig competitiewedstrijden en werd hij met de club eerst negende en vervolgens derde in de Serie A. Coach Stefano Pioli benoemde Biglia in juli 2015 tot aanvoerder van Lazio, als opvolger van Stefano Mauri.

### AC Milan
Biglia tekende in juli 2017 een contract tot medio 2020 bij AC Milan, dat circa €17 miljoen voor hem betaalde aan Lazio Roma.  
In 2020 trok Biglia naar Turkije om er achtereenvolgens voor Fatih Karagümrük en Başakşehir uit te komen. In 2024 stopte hij officieel met voetballen.
| Seizoen     | Club                | Competitie         | Competitie | Competitie | Competitie | Beker | Beker | Beker | Internationaal | Internationaal | Internationaal | Totaal | Totaal | Totaal |
| Seizoen     | Club                | Competitie         | Wed.       | Dlp.       | Ass.       | Wed.  | Dlp.  | Ass.  | Wed.           | Dlp.           | Ass.           | Wed.   | Dlp.   | Ass.   |
| ----------- | ------------------- | ------------------ | ---------- | ---------- | ---------- | ----- | ----- | ----- | -------------- | -------------- | -------------- | ------ | ------ | ------ |
| 2003/04     | Argentinos Juniors  | Primera División   | 2          | 0          | 0          | 0     | 0     | 0     | —              | —              | —              | 2      | 0      | 0      |
| 2004/05     | Argentinos Juniors  | Primera División   | 15         | 1          | 0          | 0     | 0     | 0     | —              | —              | —              | 15     | 1      | 0      |
| Club Totaal | Club Totaal         | Club Totaal        | 17         | 1          | 0          | 0     | 0     | 0     | 0              | 0              | 0              | 17     | 1      | 0      |
| 2004/05     | Independiente       | Primera División   | 11         | 0          | 0          | 0     | 0     | 0     | —              | —              | —              | 11     | 0      | 0      |
| 2005/06     | Independiente       | Primera División   | 38         | 0          | 1          | 0     | 0     | 0     | —              | —              | —              | 38     | 0      | 1      |
| Club Totaal | Club Totaal         | Club Totaal        | 49         | 0          | 1          | 0     | 0     | 0     | 0              | 0              | 0              | 49     | 0      | 1      |
| 2006/07     | RSC Anderlecht      | Jupiler Pro League | 33         | 1          | 7          | 7     | 0     | 1     | 6              | 0              | 1              | 46     | 1      | 9      |
| 2007/08     | RSC Anderlecht      | Jupiler Pro League | 30         | 1          | 1          | 9     | 0     | 0     | 12             | 0              | 2              | 51     | 1      | 3      |
| 2008/09     | RSC Anderlecht      | Jupiler Pro League | 32         | 2          | 4          | 2     | 0     | 0     | 1              | 1              | 0              | 35     | 3      | 4      |
| 2009/10     | RSC Anderlecht      | Jupiler Pro League | 34         | 1          | 9          | 2     | 1     | 0     | 12             | 2              | 0              | 48     | 4      | 9      |
| 2010/11     | RSC Anderlecht      | Jupiler Pro League | 26         | 0          | 2          | 2     | 0     | 1     | 7              | 0              | 1              | 35     | 0      | 4      |
| 2011/12     | RSC Anderlecht      | Jupiler Pro League | 30         | 2          | 11         | 1     | 0     | 0     | 7              | 0              | 2              | 38     | 2      | 13     |
| 2012/13     | RSC Anderlecht      | Jupiler Pro League | 36         | 5          | 9          | 5     | 0     | 0     | 10             | 0              | 0              | 51     | 5      | 9      |
| Club Totaal | Club Totaal         | Club Totaal        | 221        | 12         | 43         | 28    | 1     | 2     | 55             | 3              | 6              | 304    | 16     | 51     |
| 2013/14     | SS Lazio            | Serie A            | 26         | 2          | 1          | 2     | 0     | 0     | 4              | 0              | 2              | 32     | 2      | 3      |
| 2014/15     | SS Lazio            | Serie A            | 27         | 3          | 2          | 4     | 1     | 1     | —              | —              | —              | 31     | 4      | 3      |
| 2015/16     | SS Lazio            | Serie A            | 27         | 4          | 2          | 3     | 0     | 0     | 6              | 1              | 3              | 36     | 5      | 5      |
| 2016/17     | SS Lazio            | Serie A            | 29         | 4          | 3          | 5     | 1     | 0     | —              | —              | —              | 34     | 5      | 3      |
| Club Totaal | Club Totaal         | Club Totaal        | 109        | 13         | 8          | 14    | 2     | 1     | 10             | 1              | 5              | 133    | 16     | 14     |
| 2017/18     | AC Milan            | Serie A            | 28         | 1          | 1          | 4     | 0     | 0     | 5              | 0              | 0              | 37     | 1      | 1      |
| 2018/19     | AC Milan            | Serie A            | 16         | 1          | 0          | 1     | 0     | 0     | 2              | 0              | 0              | 19     | 1      | 0      |
| 2019/20     | AC Milan            | Serie A            | 14         | 0          | 1          | 0     | 0     | 0     | —              | —              | —              | 14     | 0      | 1      |
| Club Totaal | Club Totaal         | Club Totaal        | 58         | 2          | 2          | 5     | 0     | 0     | 7              | 0              | 0              | 70     | 2      | 2      |
| 2020/21     | Fatih Karagümrük    | Süper Lig          | 35         | 3          | 2          | 0     | 0     | 0     | —              | —              | —              | 35     | 3      | 2      |
| 2021/22     | Fatih Karagümrük    | Süper Lig          | 33         | 1          | 4          | 4     | 1     | 1     | —              | —              | —              | 37     | 2      | 5      |
| Club Totaal | Club Totaal         | Club Totaal        | 68         | 4          | 6          | 4     | 1     | 1     | 0              | 0              | 0              | 72     | 5      | 7      |
| 2022/23     | Istanbul Başakşehir | Süper Lig          | 20         | 0          | 0          | 2     | 0     | 0     | 12             | 0              | 0              | 34     | 0      | 0      |
| Club Totaal | Club Totaal         | Club Totaal        | 20         | 0          | 0          | 2     | 0     | 0     | 12             | 0              | 0              | 34     | 0      | 0      |
| TOTAAL      | TOTAAL              | TOTAAL             | 542        | 32         | 60         | 53    | 4     | 4     | 84             | 4              | 11             | 679    | 40     | 75     |

## Interlandcarrière
Een van de redenen waarom Biglia naar Europa vertrok, was om zich in de kijker te spelen bij de Argentijnse bondscoach, maar tijdens zijn eerste jaren bij Anderlecht werd hij nooit geselecteerd voor de nationale ploeg van Argentinië. Op zijn positie gaf de bondscoach vaak de voorkeur aan Esteban Cambiasso, Javier Mascherano of Fernando Gago. Toen Sergio Batista in 2010 tot bondscoach werd benoemd, kreeg Biglia een kans bij de nationale ploeg. Op 9 februari 2011 maakte hij zijn debuut in een oefeninterland tegen Portugal.
Na een afwezigheid van bijna een jaar riep de nieuwe bondscoach Alejandro Sabella Biglia weer op, voor WK-kwalificatiewedstrijden tegen Paraguay en Peru.
Biglia speelde ook in Argentinië –17 en Argentinië –20. Op zijn palmares prijkt het WK voor -20, behaald in 2005. Hij maakte op dat toernooi deel uit van een selectie die verder bestond uit onder anderen Lionel Messi, Sergio Agüero, Pablo Zabaleta en Ezequiel Garay.

## Trainerscarrière
Na zijn spelerscarrière begon Biglia met trainerscursussen te volgen. Medio 2025 werd hij assistent-trainer (T3) van Besnik Hasi bij RSC Anderlecht. 

## Erelijst
| Kampioen van België | 4x | 2006/07, 2009/10, 2011/12, 2012/13 |
| Beker van België    | 1x | 2007/08                            |
| Belgische Supercup  | 4x | 2006, 2007, 2010, 2012             |

| Competitie     | Winnaar        | Winnaar        | Runner-up      | Runner-up      | Derde          | Derde          |
| Competitie     | Aantal         | Jaren          | Aantal         | Jaren          | Aantal         | Jaren          |
| Argentinië –17 | Argentinië –17 | Argentinië –17 | Argentinië –17 | Argentinië –17 | Argentinië –17 | Argentinië –17 |
| -------------- | -------------- | -------------- | -------------- | -------------- | -------------- | -------------- |
| WK voetbal –17 |                |                |                |                | 1x             | 2003           |
| Argentinië –20 |                |                |                |                |                |                |
| WK voetbal –20 | 1x             | 2005           |                |                |                |                |
| Argentinië     |                |                |                |                |                |                |
| WK voetbal     |                |                | 1x             | 2014           |                |                |
| Copa América   |                |                | 2x             | 2015, 2016     |                |                |

| Individueel                       |    |      |
| Jonge Profvoetballer van het Jaar | 1x | 2007 |